# Korona Europy
Korona Europy – spis najwyższych szczytów poszczególnych państw w granicach Europy wraz z ideą zdobycia wszystkich tych wzniesień. Powstała przez analogię do Korony Ziemi czy Korony Himalajów.

## Definicja
Obecnie funkcjonuje równolegle kilka Koron Europy (w języku angielskim najczęściej funkcjonują jako Europe’s Highpoints lub Europe Highest Peaks), różniących się między sobą w niewielkim stopniu – przede wszystkim z uwagi na rozbieżne definiowanie przez autorów południowo-wschodnich granic Europy.
Dany spis uwzględnia tylko te szczyty, które zdaniem jego autorów leżą w obrębie Europy, nawet jeśli nie są najwyższym punktem danego kraju. Przykładowo, najwyższy szczyt Hiszpanii – Teide (3718 m n.p.m.) leży na Teneryfie w archipelagu Wysp Kanaryjskich, na Oceanie Atlantyckim, zaś w kontynentalnej części Hiszpanii najwyższym szczytem jest Mulhacén. Inny przykład: najwyższy szczyt Kazachstanu – Chan Tengri (7010 m n.p.m.) leży w Azji w górach Tienszan, zaś najwyższe wzniesienie w europejskiej części tego kraju to w zależności od przyjętego wariantu granicy Europy – Iczka (259 m) lub bezimienny szczyt o współrzędnych geograficznych 50°44′09,35″N 58°11′27,31″E/50,735930 58,190920.
Kwestią sporną pozostaje przebieg granicy francusko-włoskiej w rejonie szczytu Mont Blanc. Francuzi twierdzą, iż główny wierzchołek leży w całości po stronie francuskiej, Włosi natomiast, iż granica przebiega granią przez wierzchołek główny.
Wątpliwości budzi także kwestia Kosowa, które nie zostało uznane przez wszystkie państwa członkowskie ONZ, a więc może być traktowane jako autonomiczny okręg Serbii. Dodatkowo według niektórych źródeł najwyższa w Kosowie jest Wielka Rudoka, której wysokość określana jest na 2658 m n.p.m. W przypadku potwierdzenia wysokości oraz dokładnego wyznaczenia granicy Kosowa z Macedonią Północną Wielka Rudoka może być najwyższym szczytem Kosowa. Należy jednak pamiętać iż przed ogłoszeniem niepodległości przez Kosowo, granica Serbii z Macedonią biegła stokiem poniżej wierzchołka Wielkiej Rudoki.  
Czym innym jest Korona Gór Europy, która nie bierze pod uwagę granic państwowych, lecz granice łańcuchów górskich lub pasm górskich. W pierwszym przypadku zawierałaby kilkanaście szczytów, a w drugim kilkaset. W Europie nie istnieje jednak jeden uniwersalny podział łańcuchów górskich na pasma, co powoduje znaczny problem z określeniem konkretnych szczytów.

### Lista szczytów
Wśród polskich zdobywców Korony Europy najczęściej uznaje się, że lista jej szczytów obejmuje następujące pozycje:
| Lp. | Państwo                    | Wysokość      | Szczyt                                     |
| --- | -------------------------- | ------------- | ------------------------------------------ |
| 1   | Francja                    | 4806          | Mont Blanc                                 |
| 2   | Włochy                     | 4806 lub 4748 | Mont Blanc lub Mont Blanc de Courmayeur    |
| 3   | Szwajcaria                 | 4634          | Dufourspitze                               |
| 4   | Austria                    | 3798          | Großglockner                               |
| 5   | Hiszpania                  | 3479          | Mulhacén                                   |
| 6   | Niemcy                     | 2962          | Zugspitze                                  |
| 7   | Andora                     | 2942          | Pic de Coma Pedrosa                        |
| 8   | Bułgaria                   | 2925          | Musała                                     |
| 9   | Grecja                     | 2918          | Mitikas                                    |
| 10  | Słowenia                   | 2864          | Triglav                                    |
| 11  | Albania Macedonia Północna | 2764          | Korab                                      |
| 12  | Kosowo                     | 2656          | Djeravica                                  |
| 13  | Słowacja                   | 2655          | Gerlach                                    |
| 14  | Liechtenstein              | 2599          | Vorder Grauspitz                           |
| 15  | Rumunia                    | 2544          | Moldoveanu                                 |
| 16  | Czarnogóra                 | 2534          | Zla Kolata                                 |
| 17  | Polska                     | 2499          | Rysy (wierzchołek NW)                      |
| 18  | Norwegia                   | 2469          | Galdhøpiggen                               |
| 19  | Bośnia i Hercegowina       | 2386          | Maglić                                     |
| 20  | Portugalia                 | 2351 lub 1993 | Pico lub Torre                             |
| 21  | Serbia                     | 2169          | Midžor                                     |
| 22  | Islandia                   | 2110          | Öræfajökull (wierzchołek Hvannadalshnúkur) |
| 23  | Szwecja                    | 2097          | Kebnekaise                                 |
| 24  | Ukraina                    | 2061          | Howerla                                    |
| 25  | Rosja                      | 1895          | Narodnaja                                  |
| 26  | Chorwacja                  | 1831          | Vrh Dinare                                 |
| 27  | Czechy                     | 1603          | Śnieżka                                    |
| 28  | Wielka Brytania            | 1345          | Ben Nevis                                  |
| 29  | Finlandia                  | 1324          | Halti                                      |
| 30  | Irlandia                   | 1038          | Carrantuohill                              |
| 31  | Turcja                     | 1031          | Mahya Dağı                                 |
| 32  | Węgry                      | 1014          | Kékes                                      |
| 33  | Dania                      | 880           | Slættaratindur                             |
| 34  | San Marino                 | 739           | Monte Titano                               |
| 35  | Belgia                     | 694           | Signal de Botrange                         |
| 36  | Luksemburg                 | 560           | Kneiff                                     |
| 37  | Kazachstan                 | 509 lub 259   | bezimienny lub Iczka                       |
| 38  | Mołdawia                   | 428           | Dealul Bălăneşti                           |
| 39  | Białoruś                   | 345           | Góra Dzierżyńska                           |
| 40  | Holandia                   | 322           | Vaalserberg                                |
| 41  | Estonia                    | 317           | Suur Munamägi                              |
| 42  | Łotwa                      | 312           | Gaiziņkalns                                |
| 43  | Litwa                      | 294           | Wysoka Góra                                |
| 44  | Malta                      | 253           | Ta’ Dmejrek                                |
| 45  | Monako                     | 161           |                                            |
| 46  | Watykan                    | 75            | Wzgórze Watykańskie                        |

## Zdobywcy
Przyjmując za najwyższy szczyt Rosji Elbrusa pierwszą osobą, która zdobyła wszystkie szczyty był Brytyjczyk Ginge Fullen. Zrobił to w roku 1999 (zajęło mu to 7 lat).
Pierwszą kobietą, która skompletowała szczyty z takiej listy, była Brytyjka, Rachel Crolla – osiągnęła to w 2007 roku. W 2000 roku podobnie, szeroko zdefiniowaną listę (obejmującą m.in. Szcharę i Ararat), skompletował w rekordowo szybkim czasie Rod Baber – zajęło mu to 835 dni. Szwedce Emmie Svensson zajęło to pomiędzy 2017 i 2018 mniej niż rok, przy czym lista ta obejmowała nieco inne szczyty.
Rachel Crolla wraz z Carlem McKeatingiem napisali przewodnik po najwyższych szczytach Europy Europe’s High Points. Reaching the summit of every country in Europe.

### Polscy zdobywcy
Pierwszym Polakiem, który skompletował wszystkie szczyty, jest Krzysztof Kapes-Kowalski, zajęło mu to 14 lat i 7 dni. Ostatnią górę zdobył 16 sierpnia 2016. Pierwszą Polką, która zdobyła Koronę Europy, jest Paulina Klonowska-Woźniak – trwało to od 1 marca 2003 do 26 czerwca 2019 roku. Za najwyższy szczyt europejskiej Rosji uznała ona jednak nie Narodną, lecz Elbrus.
W sierpniu 2019 roku Koronę Europy zdobyła Anita Polakowska. Skompletowanie pełnej listy zajęło jej zaledwie 30 miesięcy.
3 stycznia 2020 roku swój ostatni, 46 szczyt do korony zdobył Paweł Kośmiński, zostając tym samym czwartym Polakiem który stanął na najwyższych szczytach każdego z Europejskich Krajów. Osiągnięcie tego celu wymagało nieco ponad 33 miesięcy.